# Неологізм (психіатрія)
Неологізм (дав.-гр. νέος — «новий», і λόγος — «слово») — новостворене слово; розлад мислення, що полягає у створенні нових слів, що не існують у мові й зрозумілих тільки самій особі з психічним розладом, а іноді взагалі не мають конкретного значення.

## Класифікація неологізмів
1. поетичні неологізми;
2. фізіологічні неологізми — виникають у мовленні дітей, зазвичай у віці до 5 років;
3. патологічні неологізми — симптом патології мови.

Перші два види неологізмів не є проявом психопатології. Патологічні неологізми є проявом атактичного мислення, що є одним із симптомів шизофренії, який проявляється зазвичай на її глибоких стадіях. Патологічні неологізми можуть бути:
- пасивними — мають характер безглуздих звукосполучень, складаються з конгломератів уламків слів;
- активними — що завжди позначають, виникають внаслідок спотвореної переробки словесного матеріалу.

Активні неологізми утворюються у разі виникнення атактичних замикань (див. шизофренія), проникаючих всередину слова, пов'язані з т. зв. шизофренічним згущенням понять, характеризуються лабільністю — колишні не повторюються, легко виникають нові.
Неологізми також зустрічаються при розладах, пов'язаних з вираженим занепадом особистості (при пресенільній деменції Альцгеймера, деменції при хворобі Піка, прогресивному паралічі та інших).
У деяких випадках хворий вигадує неологізми для того, щоб висловити зміст психотичної продукції, для позначення понять, аналогів яких немає в мові психічно здорових. В інших випадках у неологізмах хворих неможливо знайти будь-якого сенсу.
На основі неологізмів може утворюватися «нова мова», яка позначається терміном неоглосія або криптолалія.